# Chen Ing-Hau

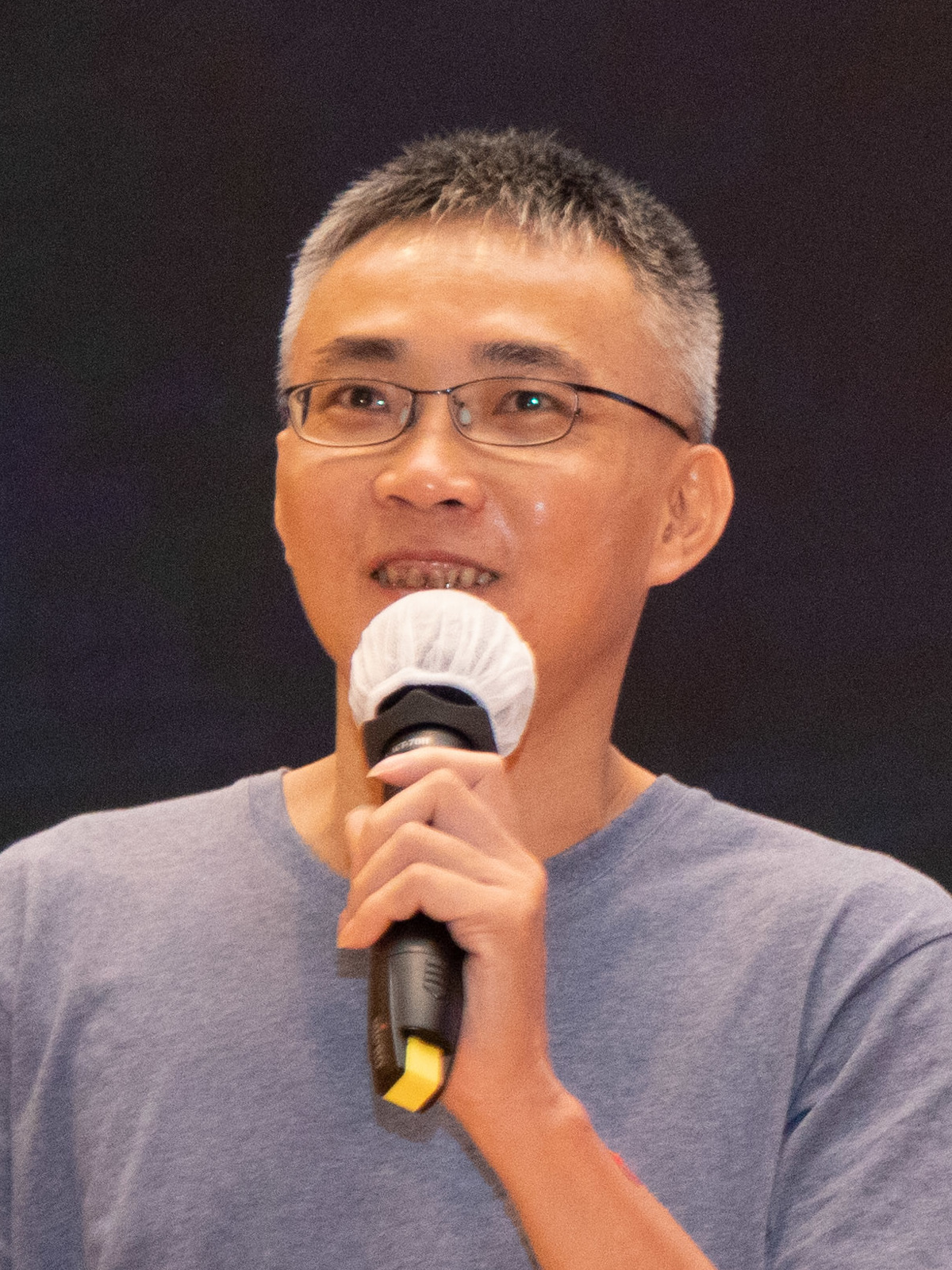
Chen Ing-Hau (August 2020)

Chen Ing-Hau (陳盈豪, pinyin: Chén Yíngháo) (* 25. August 1975) ist ein taiwanischer Informatiker.
Bekannt wurde er 1999 als Urheber des Computervirus CIH. Das Virus verbreitete sich unkontrolliert und verursachte hohe Schäden, was ein jahrelanges juristisches Nachspiel für Chen zur Folge hatte.
Als Hacker-Pseudonym verwendete er in seiner Heimat den Namen 軟體魔術師, der übersetzt für „Software-Magier“ steht.

## Leben
Chen Ing-Hau studierte Informatik an der Tatung-Universität in Zhongshan in Taipeh. Während seiner Studienzeit entwickelte er das CIH-Virus und setzte es frei. Später entschuldigte er sich mehrfach für die verursachten Schäden. Vor allem in Südkorea hatte das Virus Datenverluste in großem Ausmaß verursacht.
Im Anschluss an sein Studium absolvierte er seinen Wehrdienst. Beim Militär wurde er aufgrund seiner Ausbildung und seiner Reputation im IT-Bereich eingesetzt. Man interessierte sich auch sehr für die Funktionsweise seiner Malware, da man sich aus den Erkenntnissen einen effektiveren Schutz und verbesserte IT-Sicherheit erhoffte.
Chen Ing-Hau wurde vorzeitig aus dem Militär entlassen, nachdem bei ihm eine Angststörung diagnostiziert worden war. Diese könnte auf den Umstand zurückzuführen sein, dass seit mittlerweile zwei Jahren ein Strafverfahren gegen ihn in der Schwebe war.
Anschließend arbeitete Chen Ing-Hau einige Jahre für den Hardware-Hersteller Wahoo International Inc. Ab 2006 war er als Ingenieur bei Gigabyte Technology beschäftigt.

## Das CIH-Virus

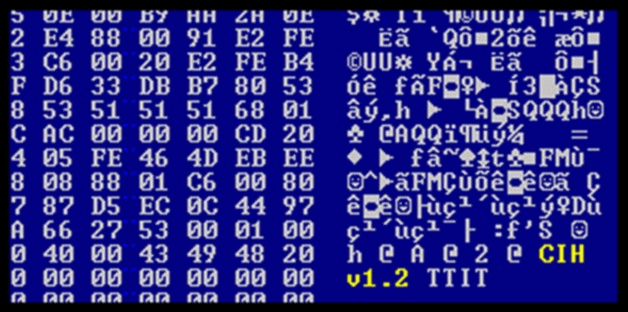
Hexdump des ersten CIH-Virus

Die erste Version von CIH wurde am 26. April 1998 fertiggestellt. Laut eigenen Angaben hatte Chen Ing-Hau das Virus programmiert, um den Herstellern von Antivirensoftware einen Denkzettel zu verpassen. Sie stellten die antivirale Effizienz ihrer Produkte aus marketingtechnischen Gründen teilweise stark übertrieben dar. Diese großspurigen Behauptungen waren für Chen eine Herausforderung an seine Fähigkeiten als Programmierer. Kurz nachdem das Virus fertiggestellt war, geriet es in Umlauf und verbreitete sich unkontrolliert. Im Juni 1998 wurde die erste Infektion gemeldet. Chen gab später an, dass nicht er selbst, sondern einige seiner Klassenkameraden CIH erstmals freisetzten.
CIH infiziert Exe-Programmdateien und tarnt seinen Viruscode dabei sehr gut, da bei der Infektion nach passenden freien Stellen in der Wirtsdatei gesucht wird. Am 26. April jedes Jahres wird der schädliche Payload getriggert. Dann kann das Virus Datenverluste verursachen und in seltenen Fällen auch die BIOS-Firmware löschen. Von CIH gibt es mehrere Versionen und Derivate. Gefährdet waren nur Computer mit den Betriebssystemen Windows 95, Windows 98 oder Windows ME. Das Virus verbreitete sich nahezu weltweit, vor allem in Asien.
Im Viruscode werden die Initialen C.I.H. und die Tatung-Universität erwähnt, daher konnte der Urheber der Malware sehr zügig ermittelt werden. Gemeinsam mit Weng Shi-Hao, einem Studenten der Tamkang-Universität, entwickelte Chen Ing-Hau in den folgenden Wochen ein Antivirenprogramm gegen CIH-Infektionen. Er entschuldigte sich mehrfach bei der Öffentlichkeit für den entstandenen Schaden.

### Auswirkungen und juristische Folgen
Gegen Chen Ing-Hau wurde wegen der Folgen des CIH-Virus zweimal ermittelt. Erstmals wurde er 1999 vorübergehend für eine polizeiliche Vernehmung festgenommen.
Das erste Verfahren wurde eingestellt. Es gab damals in Taiwan noch keine speziellen Gesetze gegen Computerkriminalität, das Entwickeln von Malware war an und für sich legal. Eine Anklage wäre nur wegen der schädlichen Folgen möglich gewesen, aber Sachbeschädigung wurde nur auf Antrag verfolgt. Eine Strafanzeige von einem Unternehmen oder einer Privatperson aus Taiwan lag aber zunächst nicht vor.
Die Ereignisse führten in Taiwan zu neuen Gesetzen bezüglich Computerkriminalität.
Da der Payload des Virus jedes Jahr erneut getriggert wurde, war die Gefahr durch CIH aber noch nicht vorüber. Ein taiwanischer Student hatte im April des Jahres 2000 einen Schadensfall durch CIH erlitten, und im September wurde schließlich doch noch eine Anzeige gegen Chen Ing-Hau eingereicht. Er wurde zum zweiten Mal vorübergehend zur Vernehmung verhaftet.
Mehrere Softwarefirmen begrüßten die Verhaftung und das Ermittlungsverfahren. Die Zeitschrift PC-Welt zitierte einen Sprecher des Antivirus-Herstellers Sophos:

„Es ist ermutigend zu sehen, dass die Behörden in Taiwan den durch Viren wie CIH verursachten Schaden ernst nehmen. Dies ist eine starke Botschaft an Virenschreiber, dass sie sich der Bestrafung für ihre Handlungen nicht entziehen können. IT-Unternehmen sollten auch erkennen, dass Virenschreiber nicht für ihre Bemühungen mit lukrativen Jobs belohnt werden dürfen. Sie denken möglicherweise, dass sie ein Computer-Genie bekommen. Tatsächlich beschäftigen sie lediglich jemanden mit der Neigung und Fähigkeit, relativ einfachen, aber äußerst zerstörerischen Code zu schreiben.“

Chen Ing-Hau wurden in der Folge aufgrund seiner Bekanntheit dennoch mehrere Stellen bei Softwareunternehmen angeboten. Das Verfahren zog sich über Jahre in die Länge. Bei einer Verurteilung wegen Sachbeschädigung hätten Chen Ing-Hau bis zu drei Jahre Haft gedroht. Erst im Jahr 2005 wurde die Anklage beim zuständigen Gericht eingereicht. Es zeichnete sich zu diesem Zeitpunkt aber ab, dass man Chen Ing-Hau nicht zu einer Freiheitsstrafe verurteilen werde.  Nach letzten Informationen von 2019 musste er nie in Haft. Der genaue Ausgang des Verfahrens ist unbekannt.